# Magelona papillicornis
Magelona papillicornis ist ein im Sediment grabender, von Detritus lebender Vielborster (Polychaeta) aus der Familie Magelonidae, der an der atlantischen Küste Brasiliens verbreitet ist.

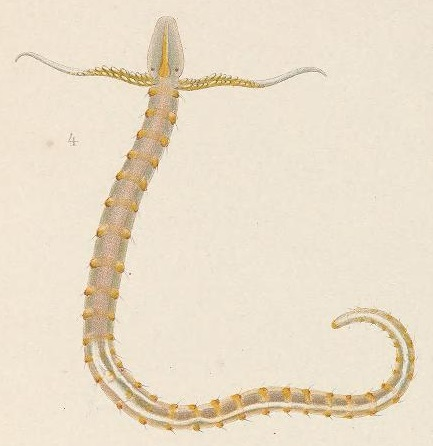
Magelona papillicornis. Aus A monograph of the British marine annelids, 1915, Tafel XCIII.

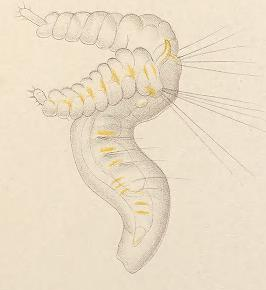
Larve von Magelona papillicornis. Aus A monograph of the British marine annelids, 1915, Tafel XCIII.

## Merkmale
Magelona papillicornis hat einen länglichen Körper, Die ersten 9 borstentragenden Segmente sind so lang wie breit und dorsoventral zusammengedrückt. Vom 10. borstentragenden Segment an sind die Segmente zylindrisch und breiter als lang. Konservierte Tiere sind bernsteinfarben gelblich. An den ersten 9 borstentragenden Segmenten befinden sich dorsolateral rötlich oder dunkel gefärbte körnige Ansammlungen, die weiter hinten bis zum 18. bis 20. borstentragenden Segment im seitlichen Bereich der Parapodien zu sehen sind. Im Vorderabschnitt des Körpers sind keine pigmentierten Streifen erkennbar. Das Prostomium ist näherungsweise dreieckig und hat vorn keine hornartigen Erweiterungen, und die seitlichen Muskeln des Prostomiums sind deutlich sichtbar. An den ersten 9 borstentragenden Segmenten entsprechen die Lamellen der Notopodien in ihrer Größe und gespiegelt in der Form denen an den Neuropodien. Die Lamellen an den Notopodien und Neuropodien ab dem 10. Segment sind gestielt eiförmig. Die Borsten an den ersten 9 borstentragenden Segmenten tragen einen oder zwei Säume und sind leicht gekrümmt. An den Notopodien und Neuropodien der hinteren borstentragenden Segmente sitzen einander gegenüber Reihen von 8 bis 10 zweizähnigen Haken mit Haube. Die Haken neben den seitlichen Lamellen sind in charakteristischer Weise kleiner als die übrigen. Am 9.  Segment sitzen spezialisieren Borsten mit einer subterminalen Erweiterung.

## Verbreitung, Lebensraum, Lebensweise
Magelona papillicornis ist im westlichen Atlantischen Ozean an der brasilianischen Küste von Santa Catarina, Paraná, São Paulo und Rio de Janeiro verbreitet. Wie andere Magelonidae lebt sie in selbst gegrabenen Gängen in Sand und Schlamm und weidet den organischen Belag aus Detritus mithilfe ihrer papillenbesetzen Palpen von der Sedimentoberfläche ab.

## Entwicklungszyklus
Magelona papillicornis ist getrenntgeschlechtlich, doch ist über ihr Fortpflanzungsverhalten wenig bekannt. Paarungsbereite Tiere wurden an der schottischen Küste im März und in Frankreich im Mai beobachtet. Die Befruchtung findet im freien Meerwasser statt, und die Entwicklung verläuft über eine frei schwimmende Larve als Zooplankton, die nach mehreren Wochen niedersinkt und zu einem kriechenden Wurm metamorphosiert. Die Art gilt als r-Stratege, der sich rasch entwickelt, viele Eier legt und kurz lebt.

## Geschichte der Systematik und fehlerhafte Zuordnung europäischer Tiere
Magelona papillicornis wurde 1858 von Johann Friedrich Theodor Müller als erste Art der Familie vor der Insel Santa Catarina gefunden und gleichzeitig mit der Gattung Magelona erstbeschrieben. Der Gattungsname Magelona bezieht sich auf die „schöne Magelone“, eine Figur der französischen Märchenwelt, während das Artepitheton papillicornis die Palpen (lateinisch cornu „Horn“) mit ihren Papillen beschreibt. Joseph Thomas Cunningham und G. A. Ramage stellten 1888 die eigene Familie Magelonidae mit der einzigen Gattung Magelona auf.
Lange Zeit wurden auch sämtliche Magelona der Nordsee der Art Magelona papillicornis zugeordnet, zu der die europäischen Tiere aber nicht gehören. Später wurden die europäischen Magelona der von Johnston beschriebenen Art Magelona mirabilis zugeordnet, doch zeigte sich, dass es sich um zwei oder sogar mehr Arten handelte und Johnstons Beschreibung nicht eindeutig genug war, um diese zuzuordnen. Dieter Fiege, Frank Licher und Andrew S. Y. Mackie nahmen 2000 für Magelona mirabilis eine Neubeschreibung mit einem Neotypus vor und beschrieben zudem eine zweite europäische Art, Magelona johnstoni. Die brasilianische Art Magelona papillicornis wurde dagegen bereits 1977 von Meredith L. Jones neu beschrieben.